# أفاناتا
بلدية أفاناتا (بالجرينلاندية): Avannaata، وبالدنماركية: Det Nordlige، المعنى بالعربية: الشمالية)، هي بلدية في جرينلاند تم إنشاؤها في 1 يناير 2018 على معظم مساحة بلدية كاسويتسوب السابقة. تبلغ مساحتها 522700 كيلومتر مربع، وبلغ عدد سكانها 10726 نسمة.

## جغرافيا
بالنسبة لبلدية أفاناتا، تقع بلدية قيقرتليك في الجنوب. وفي الجنوب الشرقي، تحدها بلدية سيرمرسوك. وفي الشرق والشمال الشرقي تحدها حديقة شمال شرق جرينلاند الوطنية.